# Irish Cup 1892-93
Irish Cup 1892–93 var den 13. udgave af Irish Cup, og turneringen blev vundet af Linfield FC, som dermed vandt turneringen for tredje gang i træk (og tredje gang i alt). Finalen mod Cliftonville FC blev spillet i Belfast den 11. marts 1892 og endte 5-1. 

## Udvalgte resultater

### Semifinaler
| Dato   | Kamp                        | Res.   | Spillested            |
| ------ | --------------------------- | ------ | --------------------- |
| 28.1.  | Cliftonville FC – Ulster FC | 10–10  | Ulsterville, Belfast  |
| 18.2.  | Linfield FC – Distillery FC | [0]4–1 | Solitude, Belfast     |
| Omkamp |                             |        |                       |
| 4.3.   | Linfield FC – Distillery FC | 4–0    | Ballynafeigh, Belfast |

### Finale
| Dato  | Kamp                          | Res. | Spillested           |
| ----- | ----------------------------- | ---- | -------------------- |
| 11.3. | Linfield FC – Cliftonville FC | 5–1  | Ulsterville, Belfast |